# Biała Kolonia
Biała Kolonia (prononciation : [ˈbjawa kɔˈlɔɲa]) est un village polonais de la gmina de Grodziec dans le powiat de Konin de la voïvodie de Grande-Pologne dans le centre-ouest de la Pologne.
Il se situe à environ 5 kilomètres au nord-ouest de Grodziec (siège de la gmina), à 24 kilomètres au sud-ouest de Konin (siège du powiat) et à 83 kilomètres au sud-est de Poznań (capitale régionale).
Le village possédait une population de 128 habitants en 2014.

## Histoire
De 1975 à 1998, le village faisait partie du territoire de la voïvodie de Konin.

Depuis 1999, Biała Kolonia est situé dans la voïvodie de Grande-Pologne.